# お熱をあげて
お熱をあげて（原題:He's So Near (Yet So Far Away)）は1963年発表のポップスの楽曲。
多くの女性ヴォーカリストがカバーをした、甘い目のポップス。日本では翌年のオリンピックの年にヒットした。ジーン・トーマス版筆頭に世界中でヒットした。フランスの大女優マリー・ラフォレも若い頃にカヴァーした。

## カバー
- 渡辺ルリ子（1964）全編英語でカバーしている。
- モーリン・スコット（1963）
- ヴィルマ・サントス（1965）フィリピン
- ベニ・シスターズ
- マリー・ラフォレ （196？）※仏語タイトル『Mais Si Loin De Moi』アルバム『Marie Laforêt – Vol. 6』[1]に収録。
- Tina Och Marina（1963） ※スウェーデン語『Kär I Hemlighet』